# Кутб (поэт Золотой Орды)
Кутб (около 1297 — после 1342) Кутб ад Дин Сараи — поэт Золотой Орды. Автор поэмы «Хосров и Ширин» — одной из первых произведений светской литературы Золотой Орды.
Сведений о жизни и деятельности Кутб ад Дина Сараи не сохранились. Происходил он из города Сарая, столицы Золотой Орды. На основании содержания поэмы Кутба исследователи полагают, что он жил и творил в городе Старый Сарай, столице Золотой Орды. Вероятно он был придворным поэтом хана Узбека. Стихи и произведения посвященные хану Узбеку до нас не дошли.   
Поэтическое произведение Кутба «Хосров и Ширин» («Хөсрəү вə Ширин») является одним из наиболее ценных памятников художественной литературы XIV века на языке тюрки. Представляет собой вольный перевод одноимённого поэтического романа Низами Гянджеви, написанного на персидском языке. Целью, побудившей Кутба «сварить из мёда Низами халву», стало прославление имени Тинибека, хана Золотой Орды в 1341—1342 годах, и его супруги Малике. Поэма была завершена в 1342 году и преподнесена в дар Тинибеку. Рукопись объёмом 280 страниц состоит из 90 глав и 4659 бейтов, на каждой странице 42 строки.
Язык поэмы, по мнению турецкого профессора Мехмета Кепрюльзаде, относится к смешанному огуз-кыпчакскому наречию XIV века. Большой вклад в изучение творчества Кутба внёс польский учёный-тюрколог А. Зайончковский. Ему принадлежит публикация текста, транскрипция на основе латинской графики, составление словника и многочисленные исследования.
Исследованием сочинения Кутба занимались советские учёные А. Самойлович, А. Тагирджанов, Г. Алиев, Э. Наджип. Язык поэмы изучал казахский учёный А. Ибатов.
Рукописный список поэмы, выполненный Берке Факихом в 1388 году, хранится в Национальной библиотеке Франции в Париже. Он был опубликован в Варшаве в 1958—1961 годах. Частичный русский перевод издан в 2005 году.